# Escreix
Escreix, a Catalunya, es una donació de caràcter voluntari, que el marit fa a la muller, per compensar d'alguna manera el dot aportat per ella, en consideració al matrimoni, en atenció a les condicions personals d'aquella i en correspondència al dot, i per tal d'ajudar en les despeses familiars. Es basa en el règim econòmic de separació de béns de la família catalana.
Aquesta donació, la muller només pot exigir-la si el marit ha rebut prèviament el dot.
Llei 25/2010, del 29 de juliol, del llibre segon del Codi Civil de Catalunya, relatiu a la persona i la família, disp. trans. 2a, 3: Els dots, els tènues, els aixovars i els cabalatges, els esponsalicis o escreixos, els tantundem, els pactes d'igualtat de béns i guanys i els altres drets similars constituïts abans de l'entrada en vigor d'aquesta llei continuen regint-se pel Text Refós de la Compilació del Dret Civil de Catalunya, aprovat pel Decret Legislatiu 1/1984, de 19 de juliol (arts. 44-47).